# Davide Reviati
Davide Reviati (Ravenna, 1966) è un fumettista e illustratore italiano.

## Biografia
Nasce a Ravenna dove la famiglia, originaria di Parma, si trasferisce per l’assunzione del padre nel petrolchimico locale.
Dopo gli studi poco proficui all’ITI, sezione elettrotecnica, frequenta l'Accademia di Belle Arti e il c.f.p. Albe Steiner, dove insieme ad altri allievi fonda il gruppo VACA (Vari Cervelli Associati) nel 1989. Le prime storie a fumetti compaiono sulla rivista autoprodotta Vaca Fujeton nei primi anni ’90. Dal 1997 collabora con la rivista Blue, diretta da Francesco Coniglio, con illustrazioni e storie brevi. Illustra alcuni libri come l’edizione anastatica de L'Hospidale de' pazzi incurabili (Essegi, 1990) di Thomaso Garzoni o Bestiario dell'impiegatto (Vaca, 2001) di Gianni Zauli e pubblica su varie riviste come Lo Straniero, Linus, Animals, Il Mucchio Selvaggio, La Nuova Ecologia, Kaos, Inguine MAH!gazine, Nonzi, Selene, Interzona, Tratti, suoi disegni appaiono su Internazionale, Il Manifesto, La Stampa, L'Unità.
Lavora per il cinema realizzando storyboard e partecipando alla sceneggiatura di tre lungometraggi prodotti dal gruppo VACA e diretti da Massimiliano Valli e Luisa Pretolani. Si dedica anche alla pittura e al teatro: insieme all’attrice e regista Elena Bucci, all’artista Claudio Ballestracci e all’associazione Rrose Sélavy, collabora al progetto teatrale Bambini - azione di teatro pittura e luce, che debutta al 33º festival Santarcangelo dei Teatri nel 2003.
È autore del romanzo a fumetti Morti di sonno, uscito per Coconino Press nel 2009. Il libro è tradotto in vari paesi, tra cui Francia, Spagna e Corea, e ha ottenuto il Premio Attilio Micheluzzi 2010 al salone internazionale Napoli Comicon, il premio Romics 2009 al salone di Roma, il Prix Diagonale 2011 a Ottignies Louvain La Neuve, in Belgio e il Prix dBD 2011 a Parigi.
Nel 2011 la mostra Fior e Reviati: tra Distanze e Ricordi, nell’ambito di Lucca Comics, lo vede al fianco di un altro autore italiano, Manuele Fior. Partecipa poi a mostre collettive come Graphicnovel.it - le roman graphique italien o Il Fumetto Italiano. Cinquant’anni di romanzi disegnati, che fanno varie tappe in Italia e all'estero.
Nel 2016 pubblica per Coconino Press-Fandango il romanzo a fumetti Sputa tre volte, grazie al quale ottiene il premio Lo Straniero, il premio Boscarato, il premio Micheluzzi ed entra nella selezione ufficiale del festival di Angoulême 2018.

## Opere

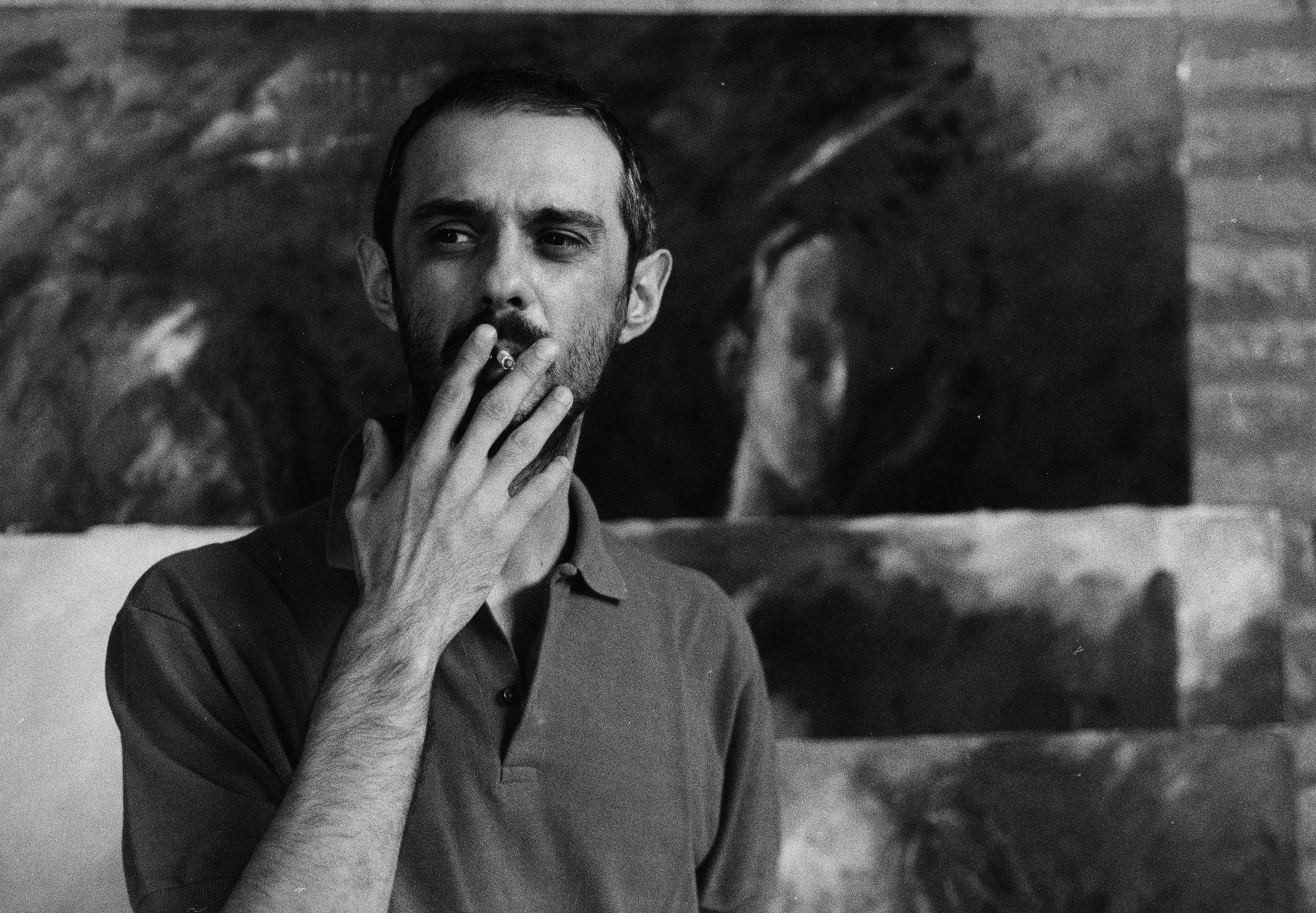
Davide Reviati a Russi nel 1999

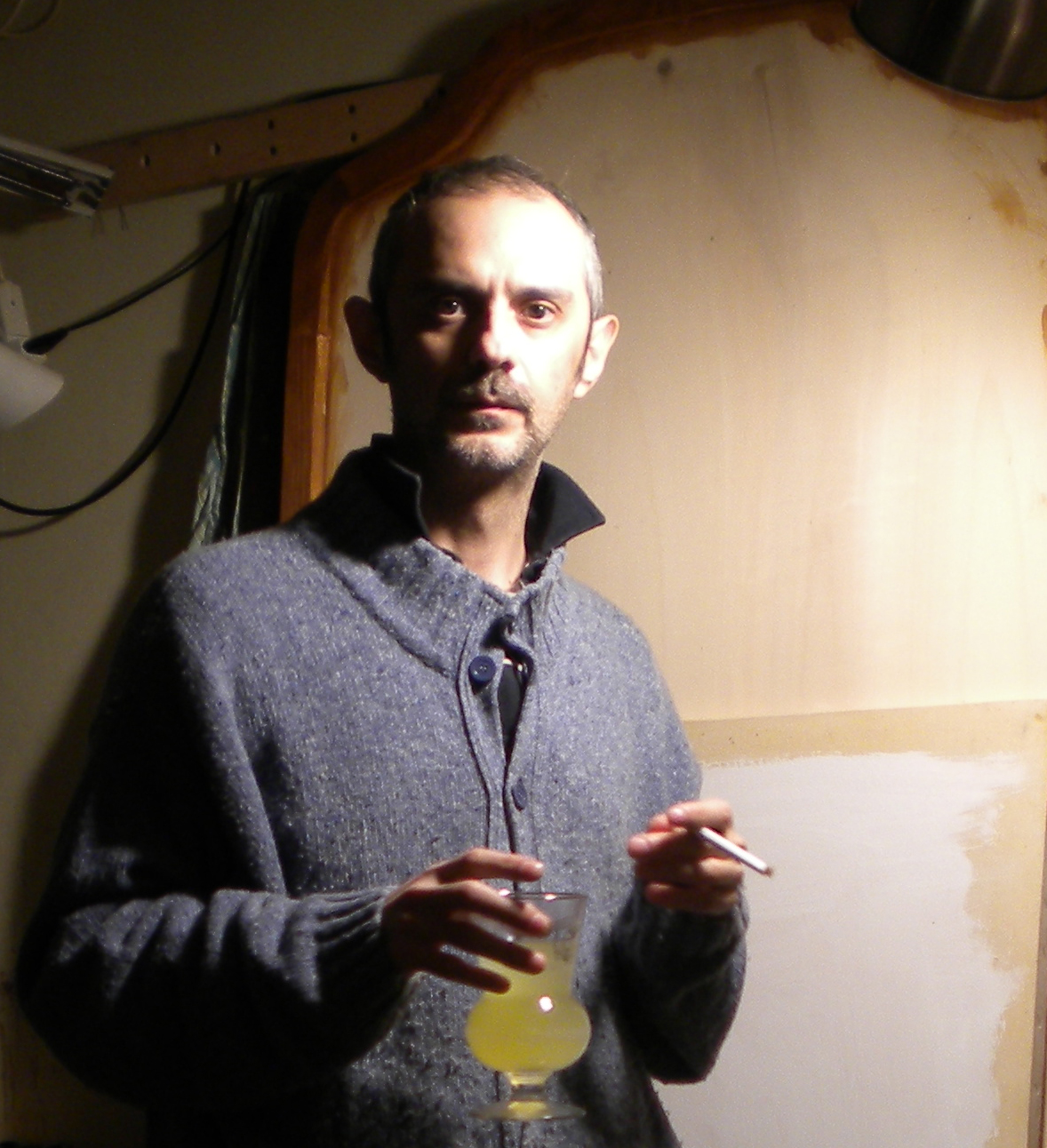
Davide Reviati nel 2009

### Romanzi a fumetti
- Sputa tre volte. Coconino Press, 2016
- Morti di sonno. Rizzoli - Corriere della Sera, 2013.[9][10][11]
- Oublier Tiananmen. Cambourakis, 2012.
- 그해 여름, In the summer of that year. Mimesis, 2012
- Etat de veille. Casterman, 2011.
- Muertos de sueño. Norma Editorial, 2011.
- Morti di sonno. Coconino Press, 2009.
- Dimenticare Tiananmen. Becco Giallo, 2009.[12]
- A ~ Un'avventura di Drug Lion. CFAPAZ, 2003.
- Drug Lion ~ i sogni e le stelle. Mare Nero, 2002.
- Ahi Ahi Anselma. VACA ed., 1995.

### Antologie
- La villa sur la falaise. Casterman, 2012.
- Cinquanta matite per cento anni di CGIL. Ediesse, 2010.
- Zero tolleranza. BeccoGiallo, 2008.
- Resistenze . BeccoGiallo, 2007.
- Guadalajara serà la tumba del fascismo. Edicion de Ponent, 2007.
- Fortezza Europa.  Coniglio Editore , 2006.

### Libri illustrati
- Il manuale del calcio di Agostino Di Bartolomei. Fandango, 2012.
- Bologna - Zero Guida 2012. Edizioni Zero, 2012.[13]
- Lo straniero n.122/123. Contrasto, 2010.[14]
- Streta la foja, lêrga la veja… a cura di E. Lippi. Il Ponte Vecchio, 2007.
- Bestiario dell'impiegatto di Gianni Zauli. VACA ed., 2001.
- L'hospidale de' pazzi incurabili di Tommaso Garzoni. Essegi, 1990.

### Cataloghi
- Davide Reviati - Rigore - disegni, fumetti, illustrazioni. RAM Hotel, 2010.[15]

## Premi e Nomination
- 2001 - Premio speciale Fiesole Narrativa Under 40 per Bestiario dell'impiegatto
- 2009 - Premio come Miglior libro di scuola italiana per Morti di sonno al Romics di Roma
- 2010 - Premio Micheluzzi al Napoli Comicon come Miglior libro per Morti di sonno
- 2011 - Prix Diagonale a Ottignies-Louvain-la-Neuve (Belgio) come Miglior libro straniero per Etat de veille
- 2012 - Prix dBD a Parigi come Miglior libro straniero per Etat de veille
- 2013 - Nomination Prix Region Centre al Bd Boum per Oublier Tian'Anmen[16]
- 2016 - Premio Lo Straniero[17]
- 2016 - Premio Boscarato come Miglior autore per Sputa tre volte[18]
- 2017 - Nomination Miglior libro per Sputa tre volte ai Premi Micheluzzi di Napoli Comicon[19]
- 2017 - Premio Micheluzzi al Napoli Comicon come Miglior sceneggiatore per Sputa tre volte[20]
- 2018 - Sélection officielle festival de Angoulême[8]